# Nowiczyzna
Nowiczyzna (ukr. Новичина, Nowyczyna) – wieś na Ukrainie, w obwodzie lwowskim, w rejonie złoczowskim, w hromadzie Zabłotce. W 2001 roku liczyła 116 mieszkańców.
W latach 1959-2020 miejscowość należała do rejonu brodzkiego. 